# Karikatur auf den Oberaufseher Leutnant Johann Nieß
Die Karikatur auf den Oberaufseher Leutnant Johann Nieß ist ein Werk des Künstlers Joseph Anton Koch.

## Hintergrund
Joseph Anton Koch wurde auf der Hohen Karlsschule erzogen und litt, wie viele der Eleven, unter dem strengen Reglement und der dauernden Beaufsichtigung, unter der die Schüler standen. Einer der Überwacher war Oberaufseher Johann Nieß. Nieß war 1729 in Bolheim geboren worden und hatte als Soldat den Feldzug nach Böhmen mitgemacht. Bei der Schlacht bei Leuthen war er in preußische Kriegsgefangenschaft geraten, die der Hubertusburger Frieden beendete. Er wurde danach an Herzog Carl Eugen von Württembergs Pflanzschule angestellt und 1773 von diesem zum Leutnant ernannt. Zu seinen Aufgaben gehörte es, dem Intendanten die Rapports zu bringen, den Einmarsch der Zöglinge in den Speisesaal zu überwachen und vor allem Inspektionsrunden durch die Akademie durchzuführen, um verbotene Handlungen zu unterbinden bzw. aufzudecken. In einer Biographie Schillers wird Nieß wie folgt geschildert: Er hatte „einen »Esprit de Detail« und eine Betriebsamkeit ohne gleichen, führte aber auch ein Kommando, daß man in seiner Gegenwart kaum zu athmen wagte. Trotzdem bildete seine kleine, dicke, fast kegelförmige Figur die Zielscheibe aller Neckereien von Seiten der Zöglinge, und es gab kein größeres Gaudium für sie, als wenn es ihnen gelang, den Oberaufseher recht tüchtig zu prellen.“ Nieß, der auch in Heinrich Laubes Stück Die Karlsschüler vorkommt, starb 1808.

## Beschreibung
Joseph Anton Kochs Federzeichnung zeigt den Oberaufseher in Gestalt eines Kentauren mit einer Pfeife im Mund und einer Weinbütte auf dem Rücken. Diese beiden Attribute zeugen von Nieß’ bekannter Vorliebe für Alkohol und schlechten Tabak. Letztere führte dazu, dass Nieß sich selten unbemerkt den Schülern nähern konnte, da der Geruch ihn verriet. Der massige Pferdeleib, aus dem Nieß’ mit der Uniform samt Säbel bekleideter Oberkörper hervorwächst, wendet dem Betrachter seine linke Seite zu. Die Hinterbeine sind in fast sitzender Haltung eingeknickt, der gewellte Schweif scheint halb auf dem Boden zu liegen. Das linke Vorderbein ist durchgestreckt und etwas nach vorne gestemmt, das rechte, dessen Huf als einziger beschlagen zu sein scheint, erhoben. Nieß’ linke Hand hält den Stiel eines Gartengeräts fest, der über seiner linken Schulter liegt und an dem die mit Trauben gefüllte Bütte hängt, mit der rechten hält er seine Pfeife fest, aus deren Kopf ebenso wie aus seinem Mund oder seiner Nase dicke Rauchwolken aufsteigen. An der rechten Seite der Kentaurengestalt und teilweise verdeckt durch deren Vorderbeine kniet eine weitere mythologische Gestalt, eine Art Wassernixe mit wahrscheinlich geteiltem Fischschweif, der sich unter dem Zentaurenbauch durchwindet und diesen auf der linken Seite, kurz vor dem Geschlechtsteil, zu berühren scheint. Die Gestalt trägt am Oberkörper ein Gewand, von dem ein Teil vor ihrem Schoß auf den Boden niederhängt und das lange, offenbar mit Manschetten versehene Ärmel hat, sowie eine Art Haube auf dem Kopf und einen Zwicker auf der starken, gebogenen Nase. In den Händen hält sie ein Notenblatt, von dem sie etwas abzusingen scheint. Ihr Gesicht ist, im Gegensatz zu dem Nießens, der im Profil gezeichnet ist, dem Betrachter fast ganz zugewandt.
Während dieses Wasserwesen bislang nicht gedeutet werden konnte, lässt sich leicht nachvollziehen, warum Koch Nieß in Kentaurengestalt dargestellt hat: Der Anklang seines Nachnamens an den Namen des Kentauren Nessos ist nicht nur ein Wortspiel, sondern erlaubte es dem Zeichner zugleich, sich selbst mit Herakles zu identifizieren, der durch ein von Nessos vergiftetes Kleidungsstück solche Qualen zu erleiden hatte, dass er sich schließlich selbst das Leben nahm.
Das Blatt befindet sich in der Graphischen Sammlung der Staatsgalerie Stuttgart und trägt die Inventarnummer C 89/3610.